# NGC 4853
NGC 4853 ist eine Elliptische Galaxie mit aktivem Galaxienkern vom Hubble-Typ E/S0 im Sternbild Haar der Berenike am Nordsternhimmel. Sie ist schätzungsweise 343 Millionen Lichtjahre von der Milchstraße entfernt und hat einen Durchmesser von etwa 80.000 Lj. Die Galaxie gilt als Mitglied des Coma-Galaxienhaufens Abell 1656.

Im selben Himmelsareal befinden sich u. a. die Galaxien NGC 4854, IC 3957, IC 3946, IC 3947.

Das Objekt wurde am  13. April 1831 von John Herschel entdeckt.